# سام واربورتون
سام واربورتون (بالإنجليزية: Samuel Kennedy-Warburton)‏ هو لاعب اتحاد الرغبي بريطاني، ولد في 5 أكتوبر 1988 في كارديف في المملكة المتحدة.

## وصلات خارجية
- سام واربورتون عل موقع إسبنسكروم (الإنجليزية)
- سام واربورتون على موقع ItsRugby.co.uk (الإنجليزية)